# 夺目杜鹃
夺目杜鹃（学名：Rhododendron arizelum）为杜鹃花科杜鹃花属下的一个种。

## 扩展阅读
- 維基物種上的相關：夺目杜鹃